# Max Herzbach
Max Herzbach (17 de Janeiro de 1914 - 2 de Maio de 2002) foi um paraquedista alemão da Luftwaffe durante a Segunda Guerra Mundial. Recebeu várias condecorações, entre as quais se destaca a Cruz de Cavaleiro da Cruz de Ferro pela bravura demonstrada nos meses seguintes à Invasão da Normandia.